# Mosebolle
Mosebolle ist ein Ortsteil der Stadt Meschede im nordrhein-westfälischen Hochsauerlandkreis.

## Geografie
Der Ort befindet sich rund drei Kilometer östlich von Remblinghausen. Angrenzende Orte sind Blüggelscheidt, Löllinghausen und Klause. Mosebolle liegt an dem Landschaftsschutzgebiet Ortsnahe Freiflächen zwischen Klause und Mosebolle sowie an dem Landschaftsschutzgebiet Talräume des Nierbaches und Nebentäler bei Blüggelscheidt. Der Moseboller Bach entspringt etwa 300 Meter südlich des Ortes, fließt in nördlicher Richtung und mündet nach rund zwei Kilometer in den Nierbach.

## Geschichte

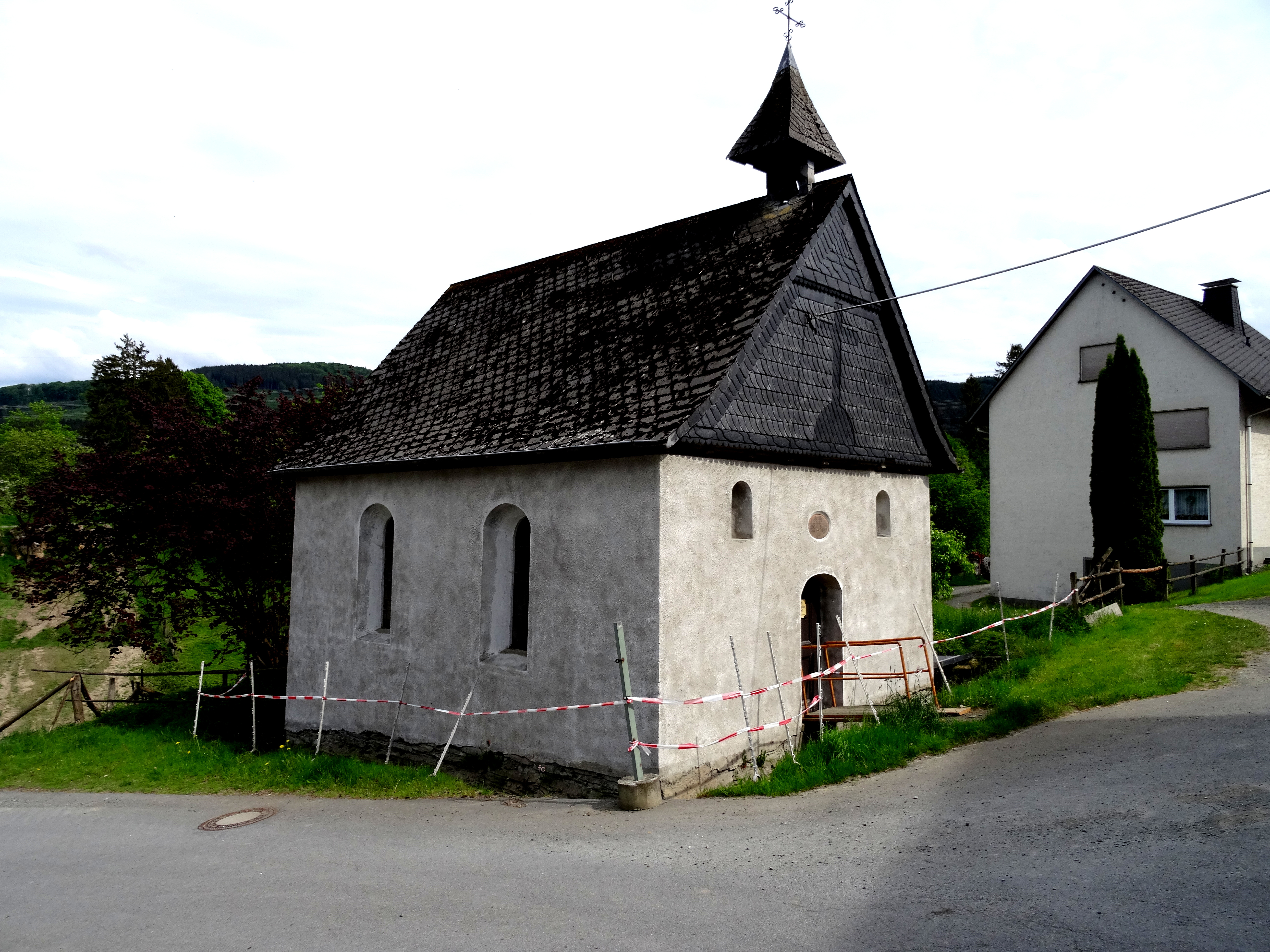
Johannes-von-Nepomuk-Kapelle

Erstmals urkundlich erwähnt wurde Mosebolle 1402 und 1441. Frühe Anhaltspunkte über die Größe des Ortes ergeben sich aus einem Schatzungsregister (diente der Erhebung von Steuern) für das Jahr 1543. Demnach gab es in „Morßböle“ vier Schatzungspflichtige; die Zahl dürfte mit den damals vorhandenen Höfen übereinstimmen.
Im Rahmen der kommunalen Neuordnung wurde Mosebolle am 1. Januar 1975 ein Stadtteil der neuen Stadt Meschede.

## Religion
Mosebolle gehört zur Pfarrei Remblinghausen im pastoralen Raum Meschede Bestwig. In dem Ort steht die denkmalgeschützte Johannes-von-Nepomuk-Kapelle.